# アネット・メサロシュ
アネット・メサロシュ（ラテン語: Anett Mészáros、1987年7月14日 - ）はハンガリーの女子柔道家。身長178cm。現在は結婚してブライテンバッハ姓となっている。

## 来歴
2004年のヨーロッパジュニアで優勝すると、世界ジュニアでも優勝を飾った。2006年の世界ジュニアでは上野巴恵に体落で敗れて2位だった。2007年の世界選手権では準々決勝でフランスのジブリズ・エマヌに敗れたものの3位となった。2008年の北京オリンピックでは準々決勝で上野雅恵に合技で敗れて7位に終わった。2009年の世界選手権では決勝でコロンビアのジュリ・アルベアルに双手刈で敗れて2位だった。2010年の世界選手権では決勝でリュシ・デコスに縦四方固で敗れて再び2位に終わった。2011年の世界選手権では準決勝でドコスに大外刈で敗れて3位だった。2012年のロンドンオリンピックでは初戦で敗れた。ロンドンオリンピック後は柔道を引退してMMAに転進することを表明した。2014年になるとUAEに移り住んで訓練を積む一方で、MMAの選手に柔道を指導していた。そんななかにあって、10月に当地で開催されたグランドスラム・アブダビを観戦していたら、まだ柔道で自分の居場所はあるはずだと再び柔道選手としての情熱が湧き出てきたという。かくしてリオデジャネイロオリンピックを目指すために2015年のヨーロッパオープン・ソフィアで復帰することになったが、3回戦で新井千鶴に大外刈で敗れて7位にとどまった。世界選手権
では初戦で敗れた。

## 主な戦績
- 2002年 - ヨーロッパカデ柔道選手権大会　63kg級　3位
- 2002年 - 世界ジュニア　5位
- 2003年 - ヨーロッパユースオリンピックフェスティバル　優勝
- 2003年 - ヨーロッパカデ柔道選手権大会　優勝
- 2003年 - ヨーロッパジュニア　3位
- 2004年 - ヨーロッパジュニア　優勝
- 2004年 - 世界ジュニア　優勝
- 2005年 - チェコ国際　3位
- 2005年 - ヨーロッパ選手権　3位
- 2005年 - U23ヨーロッパ選手権　3位
- 2006年 - ハンガリー国際　3位
- 2006年 - ヨーロッパジュニア　優勝
- 2006年 - 世界ジュニア　2位
- 2006年 - U23ヨーロッパ選手権　2位
- 2007年 - ドイツ国際　3位
- 2007年 - ロシア国際　3位
- 2007年 - 世界選手権　3位
- 2008年 - ハンガリー国際　3位
- 2008年 - 北京オリンピック　7位
- 2008年 - U23ヨーロッパ選手権　3位
- 2009年 - グランプリ・チュニス　2位
- 2009年 - 世界選手権　2位
- 2009年 - グランプリ・アブダビ　優勝
- 2009年 - グランドスラム・東京　2位
- 2010年 - ワールドマスターズ　3位
- 2010年 - グランドスラム・パリ　2位
- 2010年 - ヨーロッパ選手権　優勝
- 2010年 - グランドスラム・モスクワ　優勝
- 2010年 - 世界選手権　2位
- 2011年 - グランプリ・バクー　2位
- 2011年 - 世界選手権　3位
- 2013年 - ワールドカップ・マドリード　3位
- 2015年 - ヨーロッパオープン・ソフィア　7位

(出典、JudoInside.com)。　